# Iglesia palmariana
La Iglesia Cristiana Palmariana de los Carmelitas de la Santa Faz, más conocida como Iglesia cristiana palmariana, Iglesia palmariana o Iglesia católica palmariana, es una iglesia católica independiente con sede episcopal en El Palmar de Troya, España. Fue fundada en 1978 por Clemente Domínguez y Gómez, quien se declaró papa asumiendo el nombre de Gregorio XVII. 
La Iglesia palmariana no reconoce como católico a ningún papa después de Pablo VI, a quien veneran como mártir, y afirma que su propia Iglesia representa la continuación del papado. Su principal alegato se basa en supuestas apariciones marianas, según las cuales los pontífices de Roma a partir de 1978 han estado excomulgados y que la condición de Santa Sede fue transferida entonces a su sede de la Basílica de El Palmar de Troya.
Su papa actual es Joseph Odermatt, llamado Pedro III. Es descrita por periodistas, ensayistas y antiguos adeptos como una secta peligrosa. Se les pide a sus fieles que no vean películas o televisión, que no voten ni lean periódicos, ni usen internet. También invitan activamente a que rompan todo contacto con exmiembros y no se les permite hablar con personas que no estén relacionadas con la Iglesia palmariana.

## Historia

### Antecedentes
El 30 de marzo de 1968, cuatro niñas —Ana García, Rafaela Gordo, Ana Aguilera y Josefa Guzmán—, de 12 y 13 años, dijeron que se les había aparecido la Virgen María en la finca de La Alcaparroa, a un kilómetro de la aldea de El Palmar de Troya, que en aquel tiempo era una pedanía del municipio de Utrera, en la provincia de Sevilla. El 11 de abril, una mujer muy religiosa llamada Rosario Arenillas dijo que había visto a la Virgen María con el manto del Carmelo en el mismo lugar. El 20 de mayo, una vecina utrerana llamada María Marín también dijo haber visto a la Virgen en el mismo sitio. El 6 de junio, la sevillana María Luisa Vila acudió a la finca y dijo tener un éxtasis místico en el que Jesús le administraba la comunión y, según testigos, al abrir la boca tenía en ella una oblea ensangrentada. El arzobispo difundió una pastoral negando la veracidad de los milagros de El Palmar. En verano de 1968, también dijeron sufrir éxtasis místicos en el lugar Antonio Romero, Manuel Fernández, José Navarro, Antonio Anillos y Arsenia Llanos. En la zona se construyó un altar.
El 15 de octubre de 1968 acudieron por primera vez Clemente Domínguez y Manuel Alonso Corral, por aparente curiosidad. Manuel Alonso trabajaba en una correduría de seguros que utilizaba el padre Serafín Madrid para financiar sus obras de caridad. Cuando Manuel Alonso se implicó en El Palmar fue expulsado de la casa de seguros.
El 15 de agosto de 1969 Clemente y Manuel acudieron a una misa celebrada por un sacerdote jesuita cerca de la finca. Durante la misa María Luisa Vila dijo tener una visión de la Virgen. Posteriormente se toparon con María Marín y Nectorio María que dijeron tener una visión de Jesucristo. A partir de ahí decidieron ir habitualmente. Allí conversaron con las videntes y presenciaron sus éxtasis y el 14 de septiembre ambos declararon tener una aparición de una cruz luminosa. El 30 de septiembre Rosario Arenillas y Clemente dijeron tener una visión de Jesús y del Padre Pío. Pocos días después María Luisa Vila declaró tener la misma visión. El 8 de diciembre Clemente afirmó tener una visión en que la Virgen y los ángeles le daban un hábito dominico y el 10 de diciembre Clemente dijo que se le había aparecido santo Domingo de Guzmán para recomendarle el rezo del rosario y del padre nuestro. El 10 de diciembre también dijo que se le apareció san José. El 12 de diciembre Clemente dijo tener otra visión de santo Domingo y a su lado dijo ver la Santa Faz. Entonces dijo que santo Domingo le había dado el mensaje de que debía expandir la devoción a la Santa Faz, el viacrucis y la comunión reparadora de los primeros jueves de cada mes, para reparar los ultrajes al divino rostro del Señor. Clemente y Manuel empezaron a llevar un retrato de Jesús (la Santa Faz) para rezos en los que se producían éxtasis.
Clemente afirmó sufrir estigmas durante sus visiones, como una cicatriz con forma de cruz en la frente y llagas en las manos. Estas visiones y estigmas, según el propio Clemente, también se producían en la pensión de Sevilla donde vivía. Una vez dio a conocer una cicatriz en su costado de 10 centímetros, que era un supuesto estigma de la Sagrada Lanzada.
El 16 de julio de 1970 una supuesta aparición mariana le dijo que las aguas de un pozo de la zona eran milagrosas y que producía curaciones. En los años 70 se produjeron algunas curaciones que se atribuyeron a su agua milagrosa.
En la zona había un lentisco que había intervenido en algunas de las citadas visiones. El 2 de febrero de 1970 pusieron una foto de la Santa Faz en el lentisco. El 2 de marzo de 1972 se bendijo una imagen de la Divina Pastora. La Virgen del Palmar se puso en el lentisco el 12 de septiembre de 1972. Cuando la Santa Sede negó las veracidad de las apariciones de la Virgen de Garabandal el 8 de febrero de 1971 hubo una aparición de Jesús en el lentisco para animar a los fieles que se congregaban en la finca.
En 1972 recibieron una donación de 16 millones de pesetas de la anciana baronesa de Castillo Chirel. Clemente y Manuel realizaron viajes por Estados Unidos, Canadá, diversos países de América Latina y de Europa. Una familia de Wisconsin, propietaria de una marca de electrodomésticos, se convirtió en una gran donante de la orden. Buena parte de las donaciones que recibía la congregación provenían del extranjero. En sus viajes, además de recaudar fondos, creaban sedes palmarianas. Algunos investigadores han afirmado que detrás de la orden religiosa había un fraude fiscal. Las personas donarían una cantidad a la orden palmariana y recibirían un certificado diciendo que habían donado una cantidad superior y, a través de las exenciones de impuestos por donaciones a órdenes religiosas, el donante terminaba evadiendo impuestos. Ese sistema haría que la orden viviera en la opulencia, recibiendo donaciones de todo el mundo.
El 30 de mayo de 1975 una supuesta aparición de Jesús pidió la construcción de un santuario en la finca de La Alcaparrosa. La construcción del templo comenzó con dinero recaudado a los devotos y con un crédito concedido por el Banco Central de Utrera a nombre Francisco González, Carlos Girón y Manuel Alonso. Solo la compra de la finca costó 3 200 000 pts.
Pierre Martin Ngô-Dinh-Thuc, quien había sido arzobispo de Huế y hermano del presidente asesinado de Vietnam del Sur, y que fue nombrado después arzobispo de Bulla Regia por Pablo VI, visitó Sevilla en 1968, donde fue informado de los acontecimientos de El Palmar. Más tarde regresó varias veces como peregrino y, a mediados de 1975, estaba dispuesto a colaborar. Una figura determinante en las ordenaciones sacerdotales de los Carmelitas del Palmar de Troya fue el inversor católico suizo Maurice Revaz, que convenció al arzobispo vietnamita Ngo Dinh Thuc de la autenticidad de las apariciones en El Palmar de Troya.

### Creación de los Carmelitas de la Santa Faz

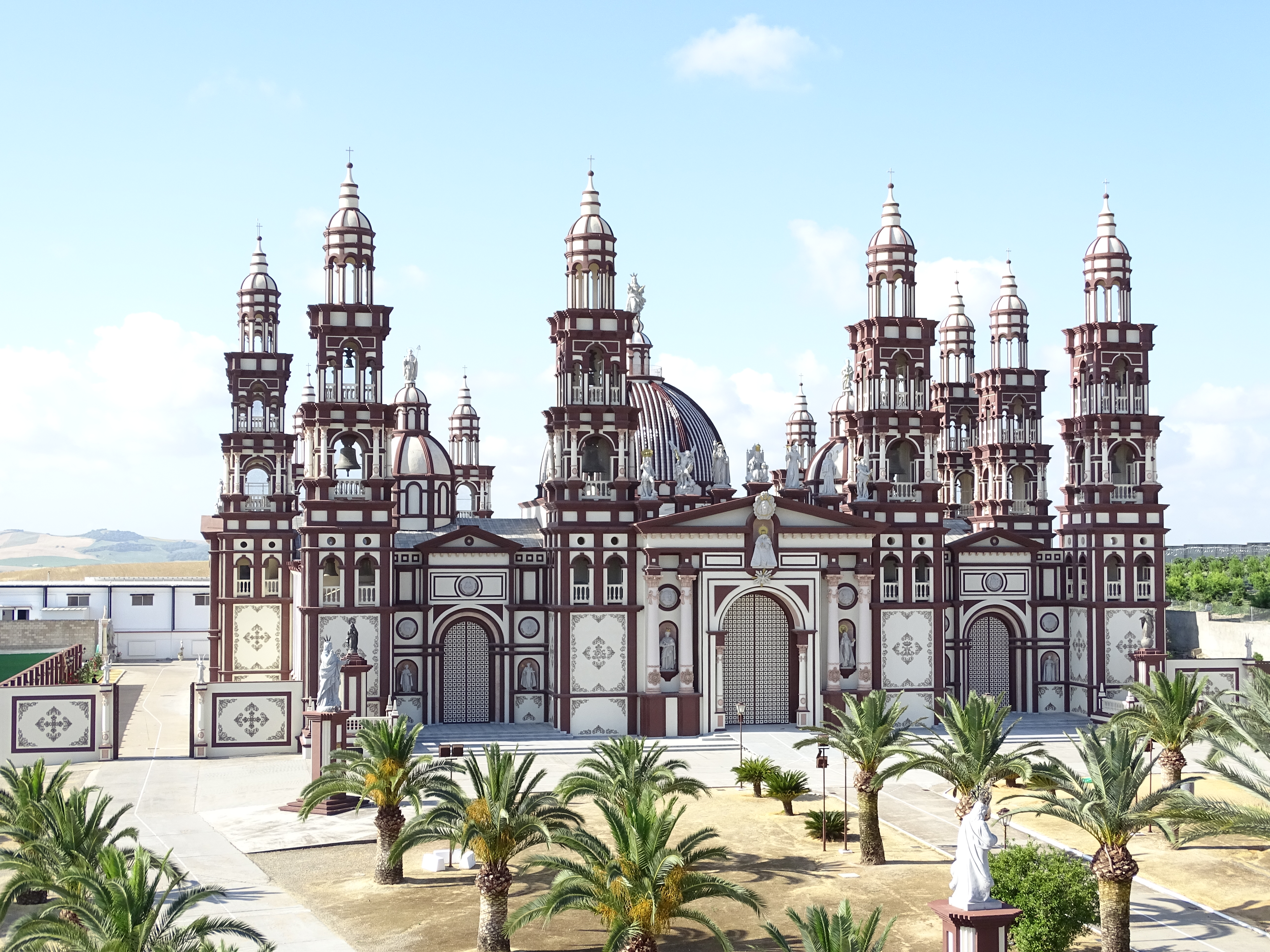
La Catedral del Palmar de Troya

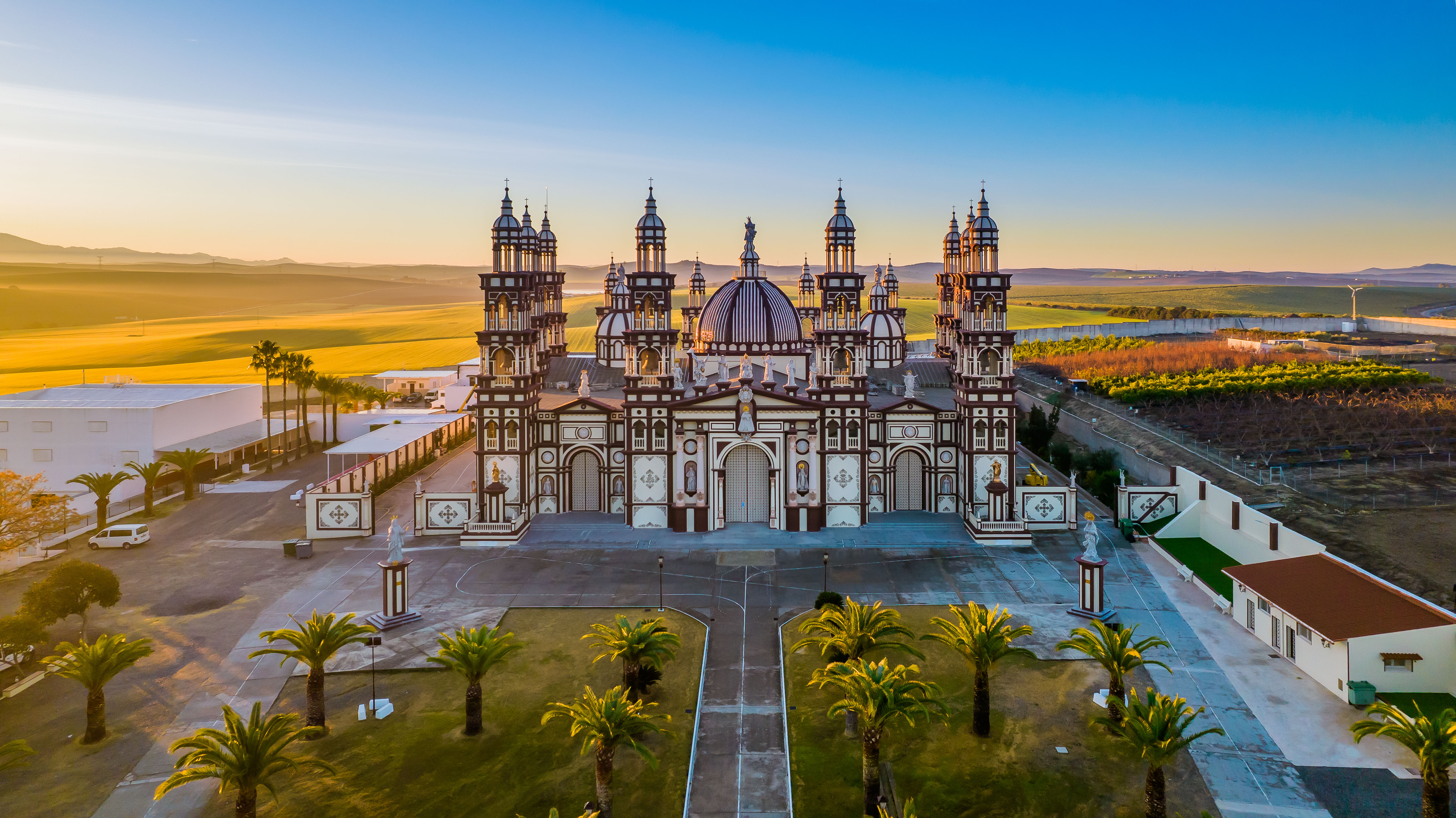
Vista panorámica de la Catedral del Palmar de Troya, sede de la Iglesia católica palmariana

En enero de 1976 el clérigo vietnamita nombró obispos a Clemente Domínguez Gómez (nacido en Écija), Manuel Alonso Corral (nacido en Cabeza del Buey, Badajoz), Ludovico Enrique Moulins (francés residente en Sevilla), Francisco Coll (irlandés residente en Sevilla), Pablo Gerardo Fox (irlandés residente en Sevilla), Camilo Estéve Puga (nacido en Maside, que había sido párroco de Orense y que era residente en Sevilla), el sacerdote Miguel Tomás Donelli (irlandés residente en Sevilla) y el sacerdote Francisco Bernardo Sandler (estadounidense residente en Sevilla). La consagración como obispos se llevó a cabo en el terreno de la finca conforme al rito de Trento y el documento de la ordenación del arzobispo estaba totalmente en latín. Tras esto, la orden se dedicó a ordenar sacerdotes y monjas.
El grupo no se estableció inicialmente como iglesia separada, sino como una nueva orden religiosa. La organización religiosa de los Carmelitas de la Santa Faz se fue configurando como un ente antimarxista, antimasónico y contrario a todo lo que considerase una blasfemia. Para ellos, el cisma no lo habrían producido ellos, sino la Iglesia Romana, que se había apartado de la verdadera fe. La Casa Central de los Carmelitas de la Santa Faz estaba en la calle Redes de Sevilla. En El Palmar de Troya había un inmueble conocido como la Casa del Peregrino. La orden contaba con la Casa Generalicia en la calle Redes número 20, un seminario en la calle Redes número 11, un garaje en la calle San Vicente número 4 y el Palacio Apostólico en los números 5, 7 y 9 de la calle Abad Gordillo.
Pocos meses después, el arzobispo vietnamita se retractó, pero Manuel Alonso atribuyó ese cambio de opinión a la infiltración masónica y comunista en la Iglesia católica y en El Palmar se negaron a dejar de considerarse obispos.
El 30 de mayo de 1976, Clemente y otros miembros de la orden regresaban desde Francia a Sevilla cuando su coche se estrelló en la carretera Bilbao-Behobia. Clemente fue atendido en un hospital de San Sebastián, donde, a causa de las lesiones, le fueron extraídos los dos ojos.

### Creación de la Iglesia Palmariana
En junio de 1978, mientras Clemente estaba en Bogotá (Colombia), en una gira por Sudamérica, falleció Pablo VI. Tras ello regresó a Sevilla y se autoproclamó papa con el nombre de Gregorio XVII. Curiosamente, diez años antes, el antipapa canadiense Jean-Gaston Tremblay se puso ese mismo nombre religioso.
El 17 de mayo de 1982 el papa Clemente realizó una visita a Alba de Tormes en la que llamó ramera a santa Teresa y a las carmelitas, y él y ocho de sus obispos fueron atacados por la multitud.
En la orden ingresaron algunas personas con trastornos psicopáticos que, además, venían de familias muy religiosas. En diciembre de 1982 un novicio cubano de la orden, que provenía de una familia religiosa y anticomunista, se cortó los testículos, parte del pene e intentó quedarse ciego con las púas de un cilicio.
En octubre de 1982 el Registro de Entidades Religiosas del Ministerio de Justicia denegó la inscripción de la Iglesia Cristiana Palmariana de los Carmelitas de la Santa Faz y de la Orden de los Carmelitas de la Santa Faz en Compañía de Jesús y María en el registro. El papa Clemente recurrió a la Audiencia Nacional, que rechazó el recurso en diciembre de 1985 argumentando que el término "Iglesia" y el término "carmelita" inducían a error con otras entidades ya registradas.
Los palmarianos consideran que ellos son la auténtica Iglesia católica, y que la de Roma se había apartado de la fe católica verdadera. Para ser legalizada, en enero de 1988 quitó de sus estatutos el término "católica". No obstante, pudo preservar el término "carmelita".

### Escisiones

#### Jesús Hernández
En noviembre de 1976, Jesús Hernández, que había sido nombrado obispo en el seno de la orden palmariana, se separó de esa congregación y se introdujo en un inmueble con otros videntes para continuar con su apostolado por separado. Jesús Hernández declaró a la prensa que Clemente Domínguez y Manuel Alonso se estaban enriqueciendo con todo aquello.

#### La Cruz Blanca
Un grupo renegó de Clemente Domínguez y se mantuvo fiel a la Iglesia católica. Para sus oraciones se reunían en torno a una cruz blanca cercana a una finca donde decían que se producían apariciones con frecuencia. En ese lugar, supuestamente, veía visiones el misionero claretiano Félix Arana, fallecido en 2005. Luego de su muerte, el grupo continuó manteniendo reuniones, tanto en la Cruz Blanca como en una capilla privada. Varios de los videntes originales afirmaron seguir recibiendo mensajes celestiales.

#### El grupo de Archidona
Isaac María de la Santa Faz, quien había sido capellán de Gregorio XVII durante ocho años, fue acusado por este en 2000 de estar traicionando a la Iglesia. Entonces el y casi una treintena de otros frailes y monjas abandonaron el Palmar de Troya rumbo a Archidona (Málaga) para crear su propia Iglesia escindida de la palmariana. El grupo consideró que Gregorio XVII estaba cometiendo graves errores doctrinales, mientras que aquel acusaba a los disidentes de haberse llevado varios millones de euros de los palmarianos.

## Papas de la Iglesia palmariana

El símbolo de la tiara y las llaves de Pedro fue usado como escudo de armas por todos los papas palmarianos.

En 1971 un supuesto mensaje divino le dijo a Clemente que tras Pablo VI llegaría a Roma un antipapa y que, tras él, vendría un Anticristo que sería defendido como Cristo por los obispos de ese antipapa. Las presuntas apariciones le decían a Clemente que Pablo VI no defendía a Cristo porque en la iglesia católica se habían infiltrado obispos comunistas y masones, que estaban al servicio del Anticristo. Una visión de 1975 le dijo a Clemente que Pablo VI no actuaba contra esto porque estaba siendo drogado por esos infiltrados.

### Gregorio XVII
En 1978 Clemente Domínguez instaló su propia Santa Sede en Sevilla, ya que declaró haber sido coronado papa místicamente por el propio Jesucristo en una visión y que era el único y legítimo sucesor de Pablo VI, haciéndose llamar desde ese momento Gregorio XVII y nombrando a continuación a sus propios cardenales y excomulgando posteriormente a Juan Pablo II por usurpador, apóstata, traidor antipapa y precursor del Anticristo. Ejerció como líder de la Iglesia palmariana de agosto de 1978 a marzo de 2005.
En sus viajes y en Sevilla, Clemente era asiduo a bares y a discotecas y era conocido por consumir abundantes bebidas alcohólicas.

### Pedro II
Manuel Alonso Corral se autoproclamó papa como Pedro II. Falleció a los 76 años de edad el 15 de julio de 2011.

### Gregorio XVIII
Exseminarista católico y exmilitar español, natural de Mula (Murcia), tras la muerte de Manuel Alonso Corral, fue elegido en cónclave su secretario de estado, Ginés Jesús Hernández. Apodado como el padre Sergio María, adoptó el nombre de Gregorio XVIII. Durante su gobierno realizó cambios en las reglas de la orden, una ligera liberalización. En abril de 2016 dejó el papado palmariano, abandonando también la vida religiosa para casarse. En mayo de 2016 declaró sobre esta Iglesia: “Desde el principio fue todo un montaje”.

Gregorio XVIII (izquierda) junto a Pedro III (derecha).

### Pedro III
Tras la renuncia del papa anterior en abril de 2016, su sucesor fue el sacerdote palmariano padre Eliseo María, cuyo nombre real es Joseph Odermatt, de origen suizo. Hasta entonces había sido Cardenal secretario de Estado con Gregorio XVIII. Adoptó el nombre de Pedro III. Su primera encíclica, redactada en alemán, fue difundida el 2 de mayo, acusando al papa saliente de robar y estafar a la iglesia. Su ceremonia de coronación tuvo lugar el 16 de julio de 2016 en la basílica del Palmar de Troya.

## Características
Entre 1963 y 1965 se celebró el Concilio Vaticano II. En él, los papas Juan XXIII y Pablo VI promulgaron una serie de documentos, entre ellos uno que permitió que dejase de celebrarse la misa tridentina (la liturgia en latín que se venía celebrando desde el Concilio de Trento del siglo XVI). Este concilio generó disensiones entre los católicos tradicionalistas. Un caso fue el de Marcel Lefebvre que en 1970 fundó la Hermandad Sacerdotal San Pío X, opuesta a la nueva misa y a las doctrinas que surgieron de dicho concilio.
Los palmarianos realizaron su propio concilio inaugurado el 30 de marzo de 1980 y clausurado el 12 de octubre de 1992 en el que establecieron las doctrinas y liturgia de su culto que los diferencia radicalmente de la Iglesia católica y de cualquier otra denominación.
Hasta principios de la década de 1980 los palmarianos celebraron la misa tridentina tradicional, pero luego de esta fecha empezaron a celebrar una versión más breve, que dura menos de cinco minutos. A veces realizan sesiones de estas misas consecutivas, pudiendo celebrar hasta diez seguidas.

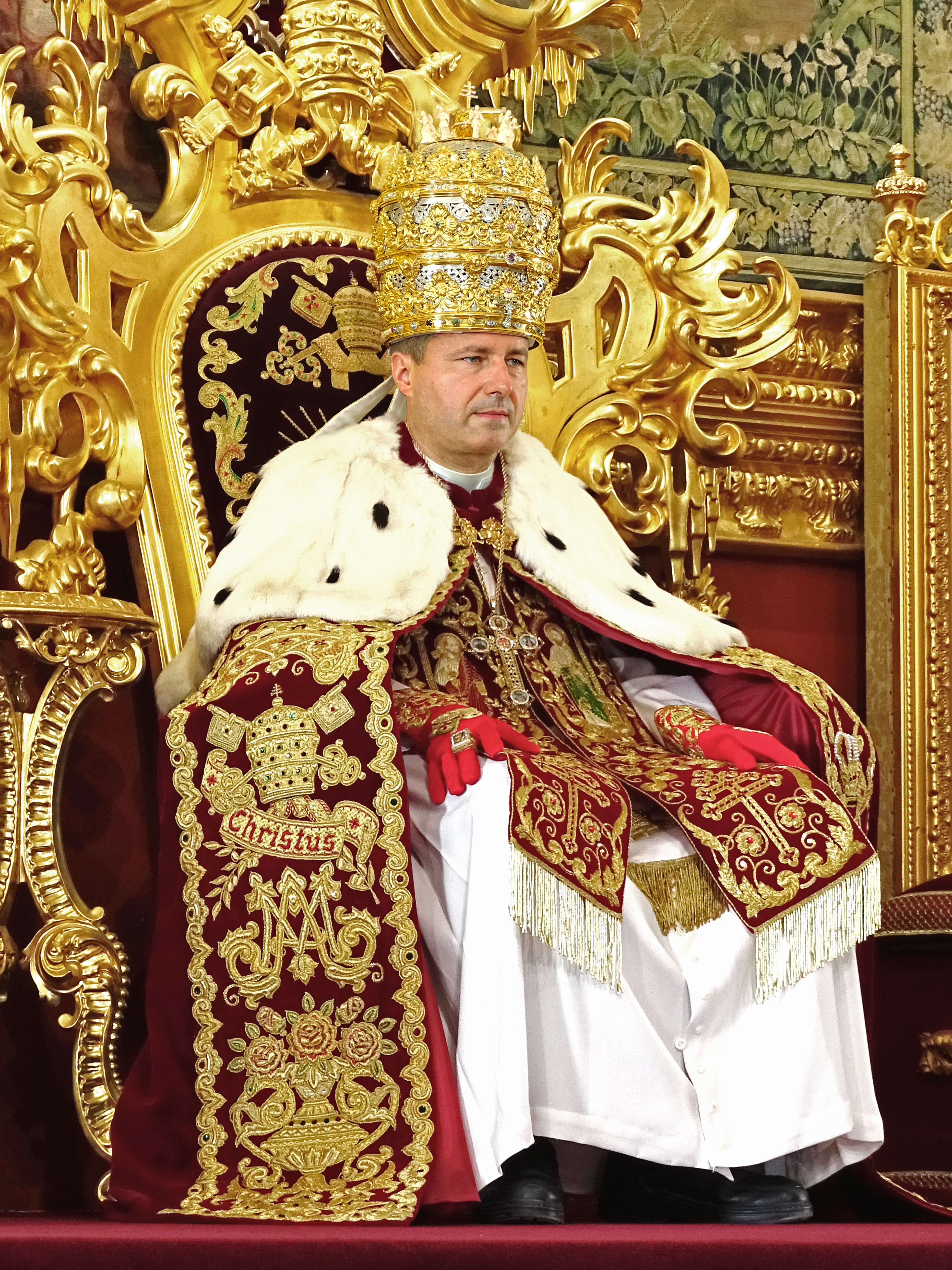
Joseph Odermatt, actual papa de la iglesia palamariana bajo el nombre de Pedro III.

En buena medida, la doctrina palmariana se basa en apariciones marianas de los siglos XIX y XX que no son reconocidas por la Iglesia católica, ideas de las místicas María de Ágreda y Ana Catalina Emmerick y las enseñanzas del antipapa francés Clemente XV, muerto en 1974 (en este último caso, puede citarse como ejemplo la existencia del planeta María, donde no existe el pecado).
Las misas son en latín y las mujeres deben orar con el pelo cubierto por un velo. Además, se exige ir bien cubierto y con ropa muy formal. Las mujeres tienen prohibido usar pantalón. Otras normas son la prohibición de ver cine, vestir mangas cortas, votar o hablar con exmiembros de la iglesia palmariana. Es una organización celosa de su intimidad, por lo que no permiten la entrada de personas ajenas ni las fotografías.
Los palmarianos tienen su propia Biblia, que se terminó entre los años 2000 y 2001. Su contenido está basado en la Biblia común, pero incluye mucho más material, basado en las supuestas revelaciones a Gregorio XVII. En ella, se encuentran las fechas exactas de todos los eventos bíblicos.
Las numerosas apariciones de Jesús y la Virgen de comienzos de los años 70 fueron dando a Clemente una serie de claves para la constitución de la orden. Entre ellas estaba la forma de vestir de sus miembros. Los mensajes divinos incluían una condena a los obispos que criticaban a Francisco Franco, que, según la organización, fue el salvador de la Iglesia. Según las visiones, Franco tenía "defectos y debilidades" pero aun así contaba con muchas virtudes y debía ser canonizado. Un mensaje divino de 1974 alertaba de que el "marxismo y el capitalismo" se "tocaban en la cima" y que querían acabar con el cristianismo.
Los mensajes también hacían hincapié en la eventual llegada del Apocalipsis donde, aunque el triunfo de Cristo estaba garantizado, se produciría una distinción entre buenos cristianos y blasfemos. En dicho Apocalipsis intervendrían las bombas nucleares, las catástrofes naturales y las enfermedades. Según una visión de 1974, España sería gobernada por la izquierda pero luego un gobernante español, al que definía como "el Caudillo del Tajo", salvaría a España. La organización también insistía en que la Iglesia romana estaba llena de comunistas y masones infiltrados.

### Santos de la Iglesia palmariana

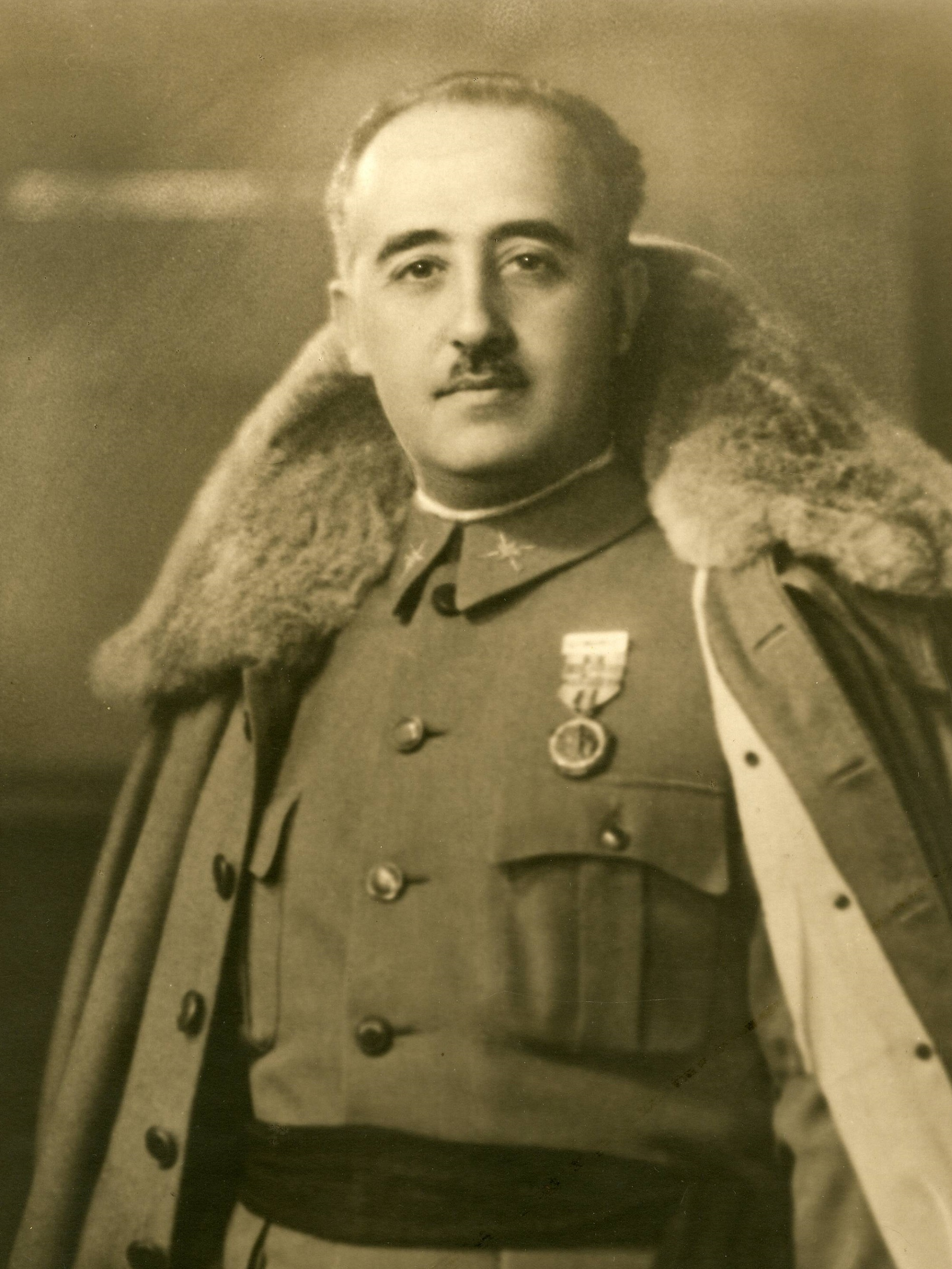
Francisco Franco fue nombrado santo patrono de España por la iglesia palmariana.

La iglesia palmariana reconoce a todos los santos canonizados por la Iglesia católica hasta la fecha de la muerte de Pablo VI, el 6 de agosto de 1978. El primer santo canonizado por un papa palmariano fue Pío de Pietrelcina el 12 de septiembre de 1978.
Además, se han canonizado entre otros, a los papas palmarianos Gregorio XVII y Pedro II, a Francisco Franco, Luis Carrero Blanco, José Antonio Primo de Rivera, Josemaría Escrivá de Balaguer, José Calvo Sotelo, Cardenal Cisneros, Don Pelayo, Cristóbal Colón,y a todos los combatientes del bando sublevado de la Guerra civil española. También han canonizado a algunos exmiembros de la iglesia como Sebastián María de la Santa Faz y del Corazón Inmaculado de María (Emilio Jorge Wessolly).
En 1980, Gregorio XVII nombró a Francisco Franco como copatrón de España junto a Santiago el Mayor y Teresa de Jesús. En septiembre de 2014 colocaron en la fachada de su basílica una estatua de Francisco Franco junto a seis esculturas religiosas. El asunto saltó a los medios de comunicación y fue objeto de debate en el Ayuntamiento de Utrera y en el Parlamento de Andalucía. En julio de 2015 esta estatua de Franco fue retirada de aquel lugar.
Pese a que algunos medios han afirmado que Adolf Hitler, Judas Iscariote y Eva Perón habrían sido canonizados por la Iglesia palmariana, este hecho ha sido desmentido tanto por autoridades de la iglesia, como expertos en este grupo religioso y por expalmarianos.

### Excomulgados por la Iglesia palmariana
Reconoce a todos los excomulgados por la Iglesia católica hasta la fecha de la muerte de Pablo VI, el 6 de agosto de 1978. A partir de dicha fecha, no reconoce ninguna excomunión de la Iglesia católica. Asimismo, la iglesia palmariana ha excomulgado entre otros a:
- Todos los papas, cardenales, arzobispos y obispos de la Iglesia católica a partir de la muerte de Pablo VI, el 6 de agosto de 1978.
- Superiores/as de todas las órdenes religiosas de la Iglesia católica.
- Rey Juan Carlos I, Felipe VI de España y la Familia Real.[7]
- Todos los sacerdotes obreros
- Todos los comunistas y socialistas
- Todos los espectadores que hayan visto las películas Jesucristo Superstar, Manuel y Clemente y Lo verde empieza en los Pirineos.[96]
- Todos los líderes religiosos, políticos, etcétera, que se hayan manifestado públicamente en contra de la Iglesia palmariana.
- Cada uno de los frailes y monjas que fueron expulsados en 2000 de la organización y que se fueron a residir en Archidona.[97]
- Jesús Hernández y Martínez (papa Gregorio XVIII) y su esposa Nieves Triviño (exmonja palmariana).

## En la cultura popular
- El cantautor Carlos Cano compuso una canción titulada "El milagro del Palmar" (1977) sobre esta organización.[98]
- El grupo Siniestro Total compuso una canción titulada "I left my heart in (El Palmar de Troya)" (1983), donde se burlaban de esta organización.
- La historia fue llevada al cine por Javier Palmero en la película Manuel y Clemente (1985).[99]
- El libro Origen (2017) del escritor estadounidense Dan Brown tiene parte de su trama vinculada a la Iglesia palmariana.
- El Palmar de Troya (2020) es una miniserie documental de cuatro episodios, dirigida por Israel del Santo y producida por Movistar+, que narra los orígenes y vicisitudes de la Iglesia palmariana, y que incluye entrevistas a múltiples antiguos miembros como el expapa Grgorio XVIII.[100]